# Jacqueline de La Fontinelle
Jacqueline Brunet Santerre de La Fontinelle, née en 1933 à Paris, est une linguiste française, professeur émérite de langues océaniennes à l'Institut national des langues et civilisations orientales.

## Biographie
Fille du peintre animalier Jean de La Fontinelle, elle étudie l'anglais et la linguistique à la Sorbonne, l'ethnologie au musée de l'Homme (équipe du professeur André Leroi-Gourhan) et à l'EPHE (Jean Guiart) et devient stagiaire au CNRS en « linguistique non-européenne » sous la patronage d'André-Georges Haudricourt. Parallèlement, elle apprend le houaïlou à l'École des langues orientales, où enseigne Raymond Leenhardt (d), fils de Maurice Leenhardt.
Après un séjour de plus de dix ans en Nouvelle-Calédonie, elle soutient en 1970 une thèse de doctorat d'État sous la direction d'André Martinet sur « Le houailou, description phonologique et syntaxique ». Elle devient ensuite (en 1972) professeur à l'INALCO, où elle exerce jusqu'à sa retraite diverses responsabilités scientifiques et administratives, notamment comme directrice de département, directrice du Centre de recherches sur l'oralité et du Centre de recherches austronésiennes (d).
Elle a publié, outre sa thèse éditée par la SELAF sous le titre « La langue de Houaïlou », de nombreux articles consacrés aux langues océaniennes dans des revues et des ouvrages collectifs.
Elle est aussi la mère d'Emmanuel Kasarhérou, grand conservateur des arts kanaks et océaniens, et président du Musée du Quai Branly - Jacques-Chirac. Emmanuel Kasarhérou a réussi entre autres l'exploit de documenter plus de 5 000 objets kanaks à travers le monde, en visitant ou en s'entretenant avec plus de cent grands musées internationaux.